# Raúl Pérez Ortega
Raúl Pérez Ortega (Madrid, 19 de diciembre de 1976), conocido como Raúl Pérez, es un imitador, guionista, humorista y presentador español.

## Biografía
Es ingeniero técnico de Telecomunicación en Sonido e Imagen por la Universidad Politécnica de Madrid, trabajando varios años como tal. Sin embargo, prefirió abandonar su carrera para dedicarse a la comedia.
Ha caracterizado e imitado a varios personajes reconocidos como Mariano Rajoy, Pablo Iglesias Turrión, Iker Jiménez, Rafael Nadal, Matías Prats Luque, Eduardo Gómez, Pedro Piqueras, David Bisbal, Josep Pedrerol, Eva González, Jorge Javier Vázquez, Antonio Lobato, Andrés Iniesta, Luis Piedrahíta, Juan de Los Chunguitos, Arturo Valls, Belén Esteban, Mario Vaquerizo, Manolo Lama, etc. 
Trabajó con diferentes grupos de teatro mientras que con el grupo G.E.T.A, actuó en obras como La cantante calva y Arte, entre otras. Con la compañía Blasplas representó Medias naranjas.
Actualmente colabora en los programas de televisión Late motiv de «#0», Crackòvia de TV3 y la nueva temporada de Homo zapping de Neox. En radio, colaboró en el programa matutino Anda ya de Los 40 y 
actualmente en Carrusel deportivo de la Cadena SER.
Desde septiembre de 2017 hasta marzo de 2018, fue concursante del programa de televisión Tu cara me suena 6, quedando en el quinto puesto. En 2018 estrenó en Comedy Central el programa El show de nuestro presidente, donde interpreta a Mariano Rajoy.
En 2018 estrenó el programa de humor deportivo Bakalá en el canal #Vamos de Movistar+.
En las navidades de 2020 estrenó en #0 de Movistar+ un programa especial llamado Imitados a cenar.
El 15 de junio estrenó un nuevo programa llamado Expediente Pérez dividido en 3 entregas dónde parodia a los famosos del momento como Ibai Llanos, C Tangana o ElRubius.
En septiembre de 2022 ficha por El intermedio en La Sexta y estrena en la SER el programa A las bravas.

## Imitaciones
- Abel Caballero
- Adolfo Suárez
- Aless Gibaja
- Alberto Chicote
- Alfonso Arús
- Andrés Iniesta
- Antonio Lobato
- Antonio Banderas
- Antonio García Ferreras
- Antonio Jiménez
- Arturo Valls
- Belén Esteban
- Boris Johnson
- Bob Pop
- C Tangana
- Carlos Sobera
- Carlos Herrera
- Carmen Lomana
- Cholo Simeone
- Cristóbal Montoro
- Dani Martín
- David Bisbal
- David Bustamante
- David Muñoz
- David Vidal
- Donald Trump
- Eduardo Gómez
- ElRubius
- Eva González
- Francisco I
- El pequeño Nicolás
- Felipe González
- Fernando Fernán Gómez
- Fernando Simón
- Florentino Pérez
- Gloria Serra
- Hugo Chávez
- Ibai Llanos
- Iker Jiménez
- Imanol Alguacil
- Iñaki Gabilondo
- Jaime Blanch
- James Rhodes
- Javier Aguirre
- Javier Cárdenas
- Javier Milei
- Jesús Gil
- Jesús Vidal
- Jorge Javier Vázquez
- Jorge Valdano
- Jordi Cruz
- Jordi Hurtado
- José Cabrera y Forneiro
- José Luis Martínez-Almeida
- José Mourinho
- José Ramón de la Morena
- Josep Pedrerol
- Julio Maldonado "Maldini"
- Juan Carlos I
- Juan José Padilla
- Juan Salazar de Los Chunguitos
- Juan Tamariz
- Juanma Moreno
- Kiko Hernández
- Leiva
- Leo Messi
- Luis Piedrahíta
- Luis Enrique
- Manolo Lama
- Manuel Fraga
- Manuel Pellegrini
- Manuela Carmena
- Mariano Rajoy
- Mario Vaquerizo
- Matías Prats
- Michael Robinson
- Miguel Ángel Revilla
- Miguel Bosé
- Miguel Gila
- Pablo Echenique
- Pablo Iglesias
- Paco Marhuenda
- Palomo Spain
- Paz Padilla
- Pedro Piqueras
- Pedro Sánchez
- Rafael Nadal
- Raúl Cimas
- Salvador Illa
- Santiago Carrillo
- Sergio Ramos
- Susana Díaz
- Vicente del Bosque
- Vinícius Júnior